# Michaił Wodopjanow
Michaił Wasiljewicz Wodopjanow, ros. Михаил Васильевич Водопьянов (ur. 6 listopada?/18 listopada 1899 w Studionce, zm. 11 sierpnia 1980 w Moskwie) – radziecki wojskowy, generał major pilot, lotnik polarny i bombowy oraz pisarz, jeden z pierwszych Bohaterów Związku Radzieckiego (1934).

## Życiorys
Urodził się 6 listopada?/18 listopada 1899 we wsi Studionka (obecnie w granicach miasta Lipieck). Służył ochotniczo w Armii Czerwonej od 1919 roku, biorąc udział w wojnie domowej. Początkowo służył jako kierowca w jednostce lotniczej, od 1925 jako mechanik lotniczy i mechanik pokładowy na samolotach. Następnie, w 1928 sam ukończył kurs pilotażu (w szkole Dobrolotu), a w 1929 moskiewską szkołę lotniczo-techniczną. Pracował następnie w radzieckim lotnictwie cywilnym jako pilot na dalekich trasach, między innymi otwierając w 1929 połączenie lotnicze z Sachalinem.
Od 1931 pracował również dla gazety „Prawda”, transportując matryce drukarskie z Moskwy do innych miast drogą lotniczą. W 1933 odniósł rany głowy, gdy jego samolot rozbił się nad Bajkałem, w trasie z Moskwy do Pietropawłowska Kamczackiego.

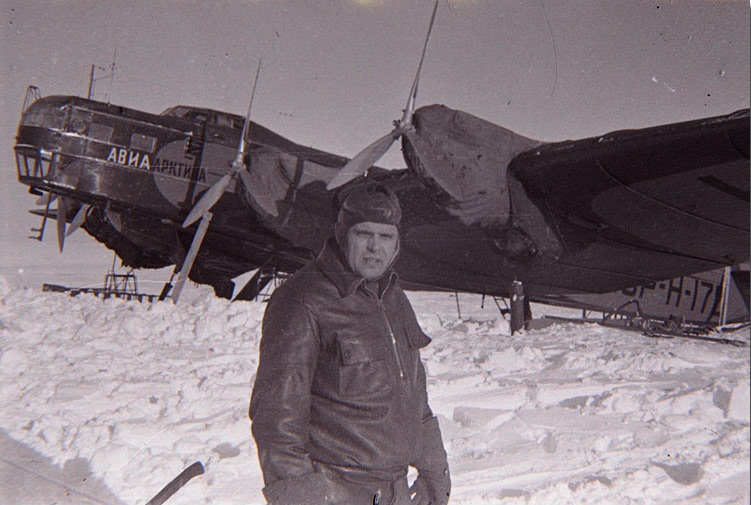
Michaił Wodopjanow przy ANT-6

W 1934 roku wziął udział z 6 innymi lotnikami w ekspedycji poszukiwawczo-ratowniczej załogi statku „Czeluskin”, uwięzionego w lodach Arktyki, przelatując w tym celu 6000 km z Chabrowska do Anadyru i następnie ewakuując samolotem R-5 w trzech lotach 10 ludzi. Za tę operację, Wodopjanow i pozostali lotnicy zostali 20 kwietnia 1934 jako pierwsi odznaczeni tytułem Bohatera Związku Radzieckiego (Wodopjanow otrzymał później związany z tytułem medal Złota Gwiazda nr 6). W 1936 dokonał przelotu na trasie Moskwa – Ziemia Franciszka Józefa (na samolocie R-5). Później, dowodził ekspedycją czterech samolotów TB-3, dostarczających 21 maja 1937 obsługę i elementy stacji polarnej na Biegun Północny i jako pierwszy wylądował w okolicach bieguna samolotem (odznaczony za to został drugim Orderem Lenina).
Podczas II wojny światowej, po ataku Niemiec na ZSRR, w końcu czerwca 1941 został wyznaczony dowódcą 81 Dywizji Lotniczej Specjalnego Przeznaczenia, składającej się z pułków bombowców dalekiego zasięgu. Osobiście dowodził drugim radzieckim nalotem na Berlin w nocy z 10 na 11 sierpnia 1941, a pierwszym dokonanym przez 81 Dywizję. W drodze znad Berlina jego ciężki bombowiec Pe-8 został uszkodzony przez artylerię przeciwlotniczą nad Królewcem i zdołał awaryjnie lądować w Estonii na pasie „ziemi niczyjej” między liniami frontu. Wraz z załogą przedarł się następnie na stronę radziecką. Z powodu dużych strat poniesionych podczas tego nalotu, Wodopjanow został zdjęty z dowodzenia dywizją, lecz udało mu się uniknąć innych represji i latał w dalszym ciągu jako pilot (przyczyną strat był głównie niedopracowany sprzęt oraz brak koordynacji i pośpiech w przygotowaniach do nalotu, zarządzonego osobistym rozkazem Stalina). W 1943 awansowano go na stopień generał-majora lotnictwa.
Po wojnie, w 1946 Wodopjanow został zwolniony z lotnictwa. W 1950 jeszcze brał udział w organizacji dryfującej stacji polarnej „Siewiernyj polus 2”. Zajął się pisarstwem, mieszkając w Moskwie. Opublikował m.in. autobiograficzną książkę Polarny lotnik (1952) i biografię Walerij Czkałow (1954). Zmarł 11 sierpnia 1980 w Moskwie i został pochowany na Cmentarzu Trojekurowskim.

## Odznaczenia
- Medal Złota Gwiazda Bohatera Związku Radzieckiego (20 kwietnia 1934)
- Order Lenina – czterokrotnie (1934, 1937, 1945, 1949)
- Order Czerwonego Sztandaru – czterokrotnie (1940, 1942, 1944, 1952)
- Order Wojny Ojczyźnianej I klasy (1945)
- i inne